# Messerschmitt M27
Die Messerschmitt M27 war ein deutsches Sport- und Schulflugzeug, das 1931 von den Flugzeugkonstrukteuren Willy Messerschmitt und Paul John Hall entworfen und von den Bayerischen Flugzeugwerken herausgebracht wurde.

## Geschichte
Die M27 entstand 1931 als weiterentwickelte Version der M23. Diese wurde ursprünglich als Wettbewerbsflugzeug entworfen, fand aber schnell weite Verbreitung und errang eine Reihe bemerkenswerter Leistungen. Die M27 sollte an diesen Erfolg anknüpfen.

## Versionen
Gebaut wurde die M27 in zwei Versionen mit unterschiedlichen Motorisierungen:
- Die drei M27a waren mit einem Fünfzylinder-Sternmotor Siemens-Halske Sh 13A mit 88 PS ausgerüstet.
- Die folgenden M27b und M27b1 erhielten einen Argus-As-8A-Reihenmotor mit 120 PS

## Konstruktion
Es handelte sich um ein Sportflugzeug in Form eines einmotorigen, zweisitzigen und freitragenden Tiefdeckers mit festem Fahrwerk, einem stoffbespannten Stahlrohrrumpf und Tragflächen aus Holz.

## Technische Daten
| Kenngröße             | Daten M27b                    |
| --------------------- | ----------------------------- |
| Besatzung             | 2                             |
| Länge                 | 7,9 m                         |
| Spannweite            | 12,0 m                        |
| Höhe                  | 2,40 m                        |
| Flügelfläche          | 14,50 m²                      |
| Nutzlast              | ? kg                          |
| Leermasse             | 420 kg                        |
| Startmasse            | 720 kg                        |
| Höchstgeschwindigkeit | 200 km/h                      |
| Reisegeschwindigkeit  | 170 km/h                      |
| Dienstgipfelhöhe      | 5700 m                        |
| Reichweite            | 700 km                        |
| Triebwerke            | Argus As 8 mit 120 PS (88 kW) |